# ماسال
ماسال (بالفارسية: ماسال) هي مدينة تقع في إيران في قسم. يقدر عدد سكانها بـ 10,992 نسمة .